# Chico Netto
Francisco Bueno Netto, detto Chico (Mogi Mirim, 9 aprile 1894 – Maringá, 18 giugno 1959), è stato un calciatore e allenatore di calcio brasiliano.

## Carriera
Come giocatore, Netto militò in diversi club brasiliani fra cui il Fluminense, dove chiuse la sua carriera.
Nel 1917 fu sia calciatore che commissario tecnico della Nazionale brasiliana.

## Palmarès

### Club
- Campionato Carioca: 4

Fluminense: 1917, 1918, 1919, 1924